# Serdar Özbayraktar
Serdar Özbayraktar (sinh 22 tháng 11 năm 1981 ở Hopa, Thổ Nhĩ Kỳ), là một cầu thủ bóng đá Thổ Nhĩ Kỳ thi đấu cho Ümraniyespor ở vị trí tiền đạo và tiền vệ cánh phải. Anh có tốc độ và sức mạnh ấn tượng ở cánh phải.
Anh đã trình diễn với cổ động viên Eskişehirspor sau các trận đấu giành chiến thắng.